# Wola Zaradzyńska
Wola Zaradzyńska (prononciation [ˈvɔla zaraˈd͡zɨɲska]) est un village de la gmina de Ksawerów, du powiat de Pabianice, dans la voïvodie de Łódź, situé dans le centre de la Pologne.
Il se situe à environ 4 kilomètres au nord-est de Pabianice (siège du powiat) et 14 kilomètres au sud de Łódź (capitale de la voïvodie).
Sa population s'élève approximativement à 450 habitants.

## Administration
De 1975 à 1998, le village était attaché administrativement à l'ancienne voïvodie de Łódź.

Depuis 1999, il fait partie de la nouvelle voïvodie de Łódź.

## Galerie

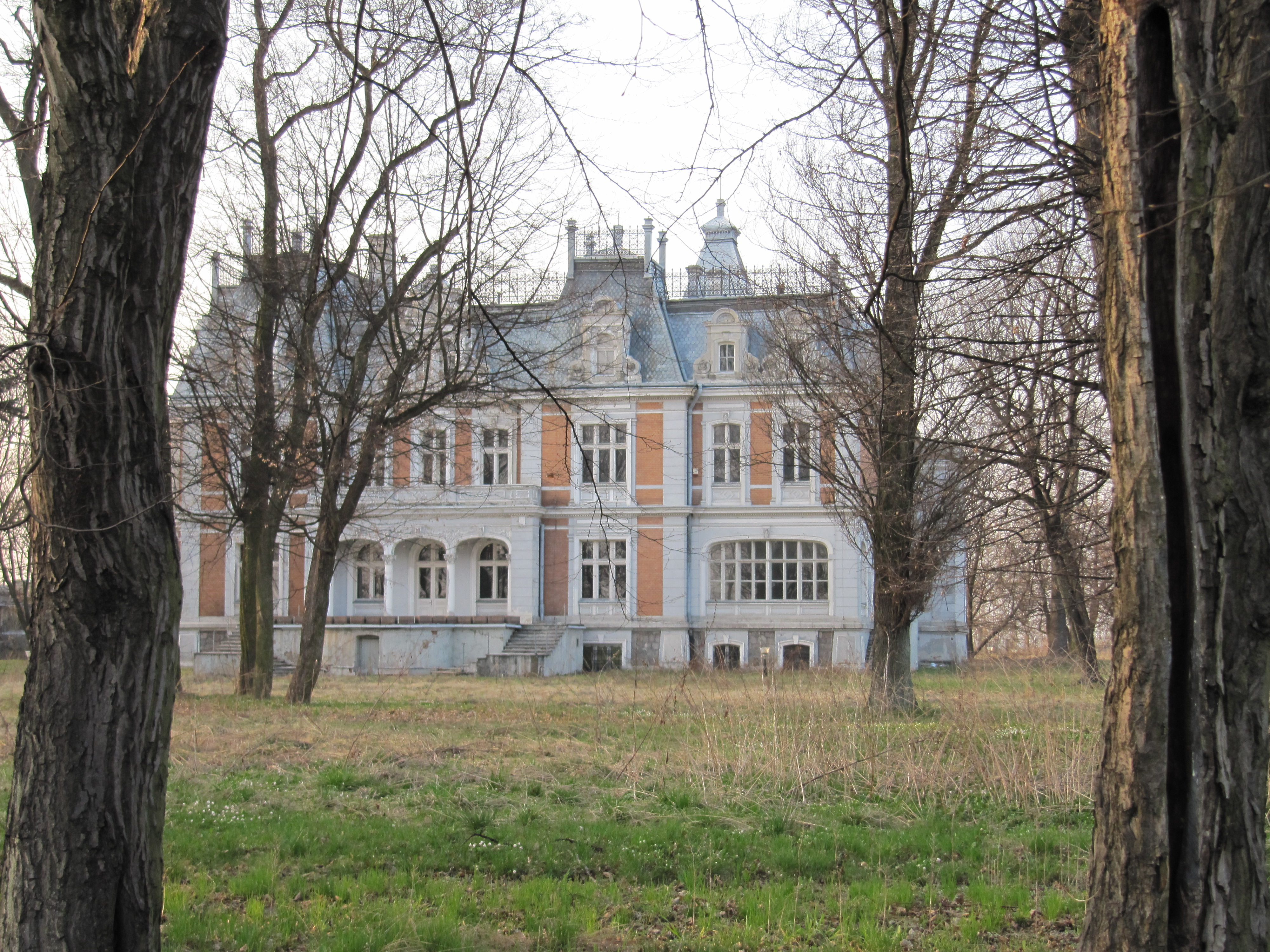
Le palais Widzew.